# Condados históricos da Inglaterra

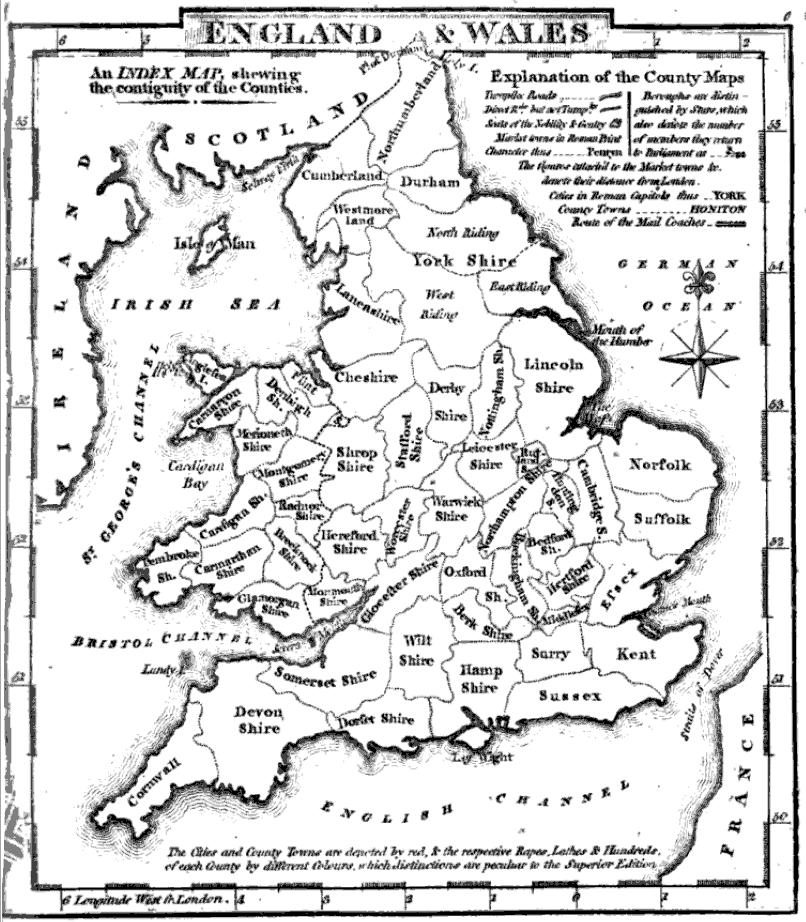
Condados históricos da Inglaterra e do País de Gales, em mapa de 1824.

Os condados históricos da Inglaterra (em inglês: historic counties of England) são antigas subdivisões daquele país criadas para propósitos administrativos pelos normandos e, em determinados casos, pelos reinos e shires arcaicos anglo-saxões. Foram utilizados para diversas funções por centenas de anos e continuam a formar, embora com as suas fronteiras consideravelmente alteradas, a base dos governos locais modernos. Também são conhecidos como condados antigos (ancient counties).

## Os condados
Os condados históricos são os seguintes:
| 1. Bedfordshire 2. Berkshire 3. Buckinghamshire 4. Cambridgeshire 5. Cheshire (Condado de Chester) * 6. Cornwall 7. Cumberland 8. Derbyshire 9. Devon 10. Dorset 11. Durham (Condado de Durham) * 12. Essex 13. Gloucestershire 14. Hampshire † 15. Herefordshire 16. Hertfordshire 17. Huntingdonshire 18. Kent 19. Lancashire (Condado de Lancaster) * 20. Leicestershire | Mapa dos condados históricos da Inglaterra. | 1. Lincolnshire 2. Middlesex 3. Norfolk 4. Northamptonshire 5. Northumberland 6. Nottinghamshire 7. Oxfordshire 8. Rutland 9. Shropshire (Condado de Salop) 10. Somerset 11. Staffordshire 12. Suffolk 13. Surrey 14. Sussex 15. Warwickshire 16. Westmorland 17. Wiltshire 18. Worcestershire 19. Yorkshire * = condado palatino † = também conhecido como condado de Southampton ou Southamptonshire |

Este mapa omite todos os exclaves separados, com a excepção da região de Furness, em Lancashire, ao sul de Cumberland e Westmoreland. Monmouthshire, embora também tenha sido considerado historicamente um condado inglês, não está mostrado. O condado foi criado a partir do 'País ou Domínio de Gales' através dos Atos das Leis em Gales de 1535. Posteriormente foi acrescentado ao curcuito de Oxford dos assizes ingleses, o que deixou o seu status ambíguo até 1974. Todas as leis relacionadas ao País de Gales, no entanto, desde 1536, incluíram Monmouthshire como parte do país e para a maior parte dos propósitos legais o território foi considerado galês. Embora tenha sido considerado um condado da Inglaterra para propósitos parlamentares até 1950, e para propósitos administrativos até 1974, atualmente é administrado como parte do País de Gales.

### Nomes e abreviações
Condados que recebem o nome de cidades eram conhecidos legalmente como "o Condado de" seguido pelo nome da cidade - Yorkshire, por exemplo, era conhecido como "o Condado de York", por exemplo. Esta prática por vezes era utilizada mesmo quando não havia uma cidade com este nome, como "o Condado de Berks". A utilização atual preconiza apenas o sufixo "-shire" para condados que recebem o nome de cidades e para aqueles cujo nome teria apenas uma sílaba. Kent foi um antigo reino dos jutos, e portanto "Kentshire" nunca foi utilizado.
O nome do Condado de Durham é anômalo; a forma esperada, "Durhamshire", nunca foi utiilizada. Isto deve-se à história do condado como um condado palatino, governado pelo bispo de Durham.
No passado, formas como "Devonshire", "Dorsetshire" e "Somersetshire" eram frequentes. Ainda existe um Duque de Devonshire, que nunca é chamado de Duque de Devon. 
Existem abreviações fixas para diversos dos condados. Na maior parte dos casos elas consistem de meras reduções, normalmente com um "s" no fim, tal como "Berks" para Berkshire ou "Bucks" para Buckinghamshire. Algumas não são tão óbvias, como "Salop" para Shropshire, "Oxon" para Oxfordshire, "Hants" para Hampshire e "Northants" para Northamptonshire.

### Área
Medidas precisas das áreas destes condados não estiveram disponíveis até o século XVIII, como resultado do estudo das suas fronteiras feito pelo Ordnance Survey. As áreas registradas oficialmente foram ajustadas para se adequarem aos datos obtidos com o censo de 1861, substituindo as cifras menos confiáveis utilizadas anteriormente pelo Registrar General.

## Origens
A criação dos condados se iniciou por volta do século XII, embora muitas de suas fronteiras datem de muito antes, incorporando divisões célticas e saxãs. Algumas fronteiras, no entanto, não assumiram suas formas comumente reconhecidas até muito tempo mais tarde - em alguns casos até mesmo no século XVI. Devido às suas diferentes origens os condados variavam muito de tamanho. As fronteiras destes condados permaneceram razoavelmente estáticas até os Atos das Leis do País de Gales e do Ato de Governo Local de 1888.
Na maior parte dos casos os condados ou shires na Idade Média eram administrados por um xerife (inglês: sheriff, originalmente "shire-reeve") em nome do monarca. Cada shire era responsável por coletar impostos para o governo central, por fornecer defesa aos habitantes locais e administrar a justiça, através das assize courts.

### Sul da Inglaterra
No sul da Inglaterra os condados eram, em sua maior parte, subdivisões do Reino de Wessex, e em muitas áreas representavam territórios tribais ou reinos anteriormente independentes que haviam sido anexados. Kent vem do Reino de Kent, e Essex, Sussex e Middlesex vêm, respectivamente, dos saxões do leste (East Saxons), dos saxões do sul (South Saxons) e dos saxões médios (Middle Saxons). Norfolk e Suffolk eram subdivisões que representavam o "povo do norte" (North Folk) e o "povo do sul" (South Folk) do Reino de Ânglia Oriental. Apenas um condado na costa sul da Inglaterra leva o sufixo "-shire", Hampshire, que recebeu o nome da antiga cidade de "Hamwic", localizada numa região da atual Southampton. Um condado saxão "perdido" foi Winchcombeshire, que existiu de 1007 a 1017, até ser incorporado a Gloucestershire.